# Danh sách đĩa nhạc của Arctic Monkeys
Danh sách đĩa nhạc của Arctic Monkeys, một ban nhạc indie rock Anh.

## Albums

### Album phòng thu
| Tiêu đề                                       | Chi tiết album                                                                                           | Vị trí xếp hạng cao nhất | Vị trí xếp hạng cao nhất | Vị trí xếp hạng cao nhất | Vị trí xếp hạng cao nhất | Vị trí xếp hạng cao nhất | Vị trí xếp hạng cao nhất | Vị trí xếp hạng cao nhất | Vị trí xếp hạng cao nhất | Vị trí xếp hạng cao nhất | Vị trí xếp hạng cao nhất | Vị trí xếp hạng cao nhất | Vị trí xếp hạng cao nhất | Vị trí xếp hạng cao nhất | Chứng nhận                                                                                         | Bán hàng                         |
| Tiêu đề                                       | Chi tiết album                                                                                           | Anh                      | Úc                       | Bỉ                       | Canada                   | Đan Mạch                 | Pháp                     | Đức                      | Ireland                  | Nhật Bản                 | Hà Lan                   | New Zealand              | Thụy Sĩ                  | Mỹ                       | Chứng nhận                                                                                         | Bán hàng                         |
| --------------------------------------------- | --- | ------------------------ | ------------------------ | ------------------------ | ------------------------ | ------------------------ | ------------------------ | ------------------------ | ------------------------ | ------------------------ | ------------------------ | ------------------------ | ------------------------ | ------------------------ | -------------------------------------------------------------------------------------------------- | -------------------------------- |
| Whatever People Say I Am, That's What I'm Not | - Phát hành: 23 tháng 1 năm 2006 - Hãng thu âm: Domino (WIGCD #162) - Định dạng: CD, LP, tải kỹ thuật số | 1                        | 1                        | 9                        | 46                       | 6                        | 17                       | 20                       | 1                        | 9                        | 8                        | 5                        | 16                       | 24                       | - Anh: 5× Bạch kim - Úc: Bạch kim - Canada: Vàng - Đan Mạch: Vàng - Nhật: Vàng - New Zealand: Vàng | - Anh: 1,500,000+ - Mỹ: 462,000+ |
| Favourite Worst Nightmare                     | - Phát hành: 23 tháng 4 năm 2007 - Hãng thu âm: Domino (WIGCD #188) - Định dạng: CD, LP, tải kỹ thuật số | 1                        | 2                        | 3                        | 4                        | 1                        | 6                        | 2                        | 1                        | 4                        | 1                        | 4                        | 6                        | 7                        | - Anh: 2× Bạch kim - Úc: Vàng - JPN: Vàng                                                          | - Anh: 821,128 - Mỹ: 62,000+     |
| Humbug                                        | - Phát hành: 19 tháng 8 năm 2009 - Hãng thu âm: Domino (WIGCD #220) - Định dạng: CD, LP, tải kỹ thuật số | 1                        | 2                        | 1                        | 6                        | 4                        | 2                        | 4                        | 1                        | 4                        | 2                        | 3                        | 7                        | 15                       | - Anh: Bạch kim                                                                                    | - Anh: 320,921 - Mỹ: 28,000+     |
| Suck It and See                               | - Phát hành: 6 tháng 6 năm 2011 - Hãng thu âm: Domino - Định dạng: CD, LP, tải kỹ thuật số               | 1                        | 4                        | 2                        | 12                       | 2                        | 7                        | 10                       | 3                        | 12                       | 6                        | 7                        | 8                        | 14                       | - Anh: Bạch kim                                                                                    | - Anh: 300,000+ - Mỹ: 92,000+    |
| AM                                            | - Phát hành: 6 tháng 9 năm 2013 - Hãng thu âm: Domino - Định dạng: CD, LP, deluxe LP, tải kỹ thuật số    | 1                        | 1                        | 1                        | 3                        | 1                        | 4                        | 3                        | 1                        | 10                       | 1                        | 1                        | 2                        | 6                        | - Anh: 2× Bạch kim - Úc: Bạch kim - Bỉ: Vàng - Ireland: Bạch kim - New Zealand: Vàng - Mỹ: Vàng    | - Anh: 750,000+ - Mỹ: 655,000    |

### Album video
| Tiêu đề                      | Chi tiết                                                                | Chứng nhận  |
| ---------------------------- | ----------------------------------------------------------------------- | ----------- |
| Scummy Man                   | - Phát hành: 2006 - Hãng thu âm: Domino - Định dạng: DVD                |             |
| Arctic Monkeys at the Apollo | - Phát hành: 3 tháng 11 năm 2008 - Hãng thu âm: Domino - Định dạng: DVD | - Anh: Vàng |

### Đĩa mở rộng
| Tiêu đề                                   | Chi tiết                                                                                  | Vị trí cao nhất trên bảng xếp hạng | Vị trí cao nhất trên bảng xếp hạng | Vị trí cao nhất trên bảng xếp hạng | Vị trí cao nhất trên bảng xếp hạng | Vị trí cao nhất trên bảng xếp hạng | Vị trí cao nhất trên bảng xếp hạng |
| Tiêu đề                                   | Chi tiết                                                                                  | Úc                                 | Đan Mạch                           | Đức                                | Ireland                            | Pháp                               | Nhật Bản                           |
| ----------------------------------------- | ----------------------------------------------------------------------------------------- | ---------------------------------- | ---------------------------------- | ---------------------------------- | ---------------------------------- | ---------------------------------- | ---------------------------------- |
| Five Minutes with Arctic Monkeys          | - Phát hành: 30 tháng 5 năm 2005 - Hãng thu âm: Bang Bang (BANGB #71) - Định dạng: CD, LP | —                                  | —                                  | —                                  | —                                  | —                                  | —                                  |
| Who the Fuck Are Arctic Monkeys?          | - Phát hành: 24 tháng 4 năm 2006 - Hãng thu âm: Domino (RUG #226) - Định dạng: CD, LP     | 37                                 | 2                                  | 79                                 | 5                                  | 52                                 | 137                                |
| "—" denotes a release that did not chart. |                                                                                           |                                    |                                    |                                    |                                    |                                    |                                    |

### Album khác
| Tiêu đề               | Chi tiết                                                   |
| --------------------- | ---------------------------------------------------------- |
| Beneath the Boardwalk | - Demo album - Phát hành: 2004 - Tự phát hành và phân phối |

## Đĩa đơn
| Tiêu đề                                       | Năm  | Vị trí cao nhất trên bảng xếp hạng | Vị trí cao nhất trên bảng xếp hạng | Vị trí cao nhất trên bảng xếp hạng | Vị trí cao nhất trên bảng xếp hạng | Vị trí cao nhất trên bảng xếp hạng | Vị trí cao nhất trên bảng xếp hạng | Vị trí cao nhất trên bảng xếp hạng | Vị trí cao nhất trên bảng xếp hạng | Vị trí cao nhất trên bảng xếp hạng | Vị trí cao nhất trên bảng xếp hạng | Vị trí cao nhất trên bảng xếp hạng | Chứng nhận                                                     | Album                                         |
| Tiêu đề                                       | Năm  | Anh                                | Úc                                 | Bỉ                                 | Canada                             | Đan Mạch                           | Pháp                               | Đức                                | Ireland                            | Nhật Bản                           | Hà Lan                             | Mỹ                                 | Chứng nhận                                                     | Album                                         |
| --------------------------------------------- | ---- | ---------------------------------- | ---------------------------------- | ---------------------------------- | ---------------------------------- | ---------------------------------- | ---------------------------------- | ---------------------------------- | ---------------------------------- | ---------------------------------- | ---------------------------------- | ---------------------------------- | -------------------------------------------------------------- | --------------------------------------------- |
| "I Bet You Look Good on the Dancefloor"       | 2005 | 1                                  | 18                                 | 67                                 | —                                  | 15                                 | 100                                | —                                  | 12                                 | 61                                 | 99                                 | 118                                | - Anh: Vàng                                                    | Whatever People Say I Am, That's What I'm Not |
| "When the Sun Goes Down"                      | 2006 | 1                                  | 26                                 | 62                                 | —                                  | —                                  | —                                  | 89                                 | 11                                 | 52                                 | 72                                 | —                                  | - Anh: Bạc                                                     | Whatever People Say I Am, That's What I'm Not |
| "Fake Tales of San Francisco"                 | 2006 | —                                  | —                                  | —                                  | —                                  | —                                  | —                                  | —                                  | —                                  | 31                                 | —                                  |                                    |                                                                | Whatever People Say I Am, That's What I'm Not |
| "Leave Before the Lights Come On"             | 2006 | 4                                  | 81                                 | —                                  | 2                                  | 11                                 | —                                  | —                                  | 16                                 | 57                                 | —                                  | —                                  |                                                                | Đĩa đơn không album                           |
| "Brianstorm"                                  | 2007 | 2                                  | 67                                 | 59                                 | 1                                  | 4                                  | 44                                 | 64                                 | 7                                  | 24                                 | 36                                 | 114                                | - Anh: Bạc                                                     | Favourite Worst Nightmare                     |
| "Matador" / "Da Frame 2R"                     | 2007 | —                                  | —                                  | —                                  | —                                  | —                                  | —                                  | —                                  | —                                  | —                                  | —                                  | —                                  |                                                                | Favourite Worst Nightmare                     |
| "Fluorescent Adolescent"                      | 2007 | 5                                  | —                                  | 57                                 | —                                  | 9                                  | 88                                 | 86                                 | 12                                 | 61                                 | —                                  | —                                  | - Anh: Bạc                                                     | Favourite Worst Nightmare                     |
| "Teddy Picker"                                | 2007 | 20                                 | —                                  | 75                                 | —                                  | —                                  | 99                                 | —                                  | 32                                 | 116                                | 98                                 | —                                  |                                                                | Favourite Worst Nightmare                     |
| "Crying Lightning"                            | 2009 | 12                                 | 70                                 | 59                                 | 15                                 | —                                  | 23                                 | —                                  | —                                  | 44                                 | —                                  | —                                  |                                                                | Humbug                                        |
| "Cornerstone"                                 | 2009 | 94                                 | 99                                 | 68                                 | 7                                  | —                                  | 42                                 | —                                  | —                                  | —                                  | —                                  | —                                  |                                                                | Humbug                                        |
| "My Propeller"                                | 2010 | 90                                 | —                                  | 57                                 | 6                                  | —                                  | 56                                 | —                                  | —                                  | —                                  | —                                  | —                                  |                                                                | Humbug                                        |
| "Don't Sit Down 'Cause I've Moved Your Chair" | 2011 | 28                                 | —                                  | 50                                 | —                                  | 6                                  | 76                                 | 89                                 | —                                  | —                                  | 55                                 | —                                  |                                                                | Suck It and See                               |
| "The Hellcat Spangled Shalalala"              | 2011 | 167                                | —                                  | 65                                 | —                                  | —                                  | —                                  | —                                  | —                                  | 55                                 | —                                  | —                                  |                                                                | Suck It and See                               |
| "Suck It and See"                             | 2011 | 149                                | —                                  | 70                                 | —                                  | —                                  | —                                  | —                                  | —                                  | —                                  | —                                  | —                                  |                                                                | Suck It and See                               |
| "Black Treacle"                               | 2012 | 173                                | —                                  | 75                                 | —                                  | —                                  | —                                  | —                                  | —                                  | —                                  | —                                  | —                                  |                                                                | Suck It and See                               |
| "R U Mine?"                                   | 2012 | 23                                 | 94                                 | 61                                 | —                                  | —                                  | 147                                | —                                  | 65                                 | —                                  | —                                  | —                                  | - Anh: Bạc                                                     | AM                                            |
| "Come Together"                               | 2012 | 21                                 | —                                  | —                                  | —                                  | —                                  | —                                  | —                                  | —                                  | —                                  | —                                  | —                                  |                                                                | Isles of Wonder                               |
| "Do I Wanna Know?"                            | 2013 | 11                                 | 37                                 | 33                                 | 48                                 | —                                  | 45                                 | —                                  | 14                                 | —                                  | 62                                 | 70                                 | - Anh: Bạch kim - Úc: Bạch kim - Đan Mạch: Vàng - Mỹ: Bạch kim | AM                                            |
| "Why'd You Only Call Me When You're High?"    | 2013 | 8                                  | 56                                 | 31                                 | 87                                 | —                                  | 164                                | —                                  | 33                                 | 42                                 | —                                  | —                                  | - Anh: Bạc - Úc: Vàng                                          | AM                                            |
| "One for the Road"                            | 2013 | 112                                | —                                  | 126                                | —                                  | —                                  | —                                  | —                                  | —                                  | —                                  | —                                  | —                                  |                                                                | AM                                            |
| "Arabella"                                    | 2014 | 70                                 | —                                  | 57                                 | —                                  | —                                  | —                                  | —                                  | —                                  | —                                  | —                                  | —                                  |                                                                | AM                                            |
| "Snap Out of It"                              | 2014 | 82                                 | —                                  | 52                                 | —                                  | —                                  | —                                  | —                                  | 68                                 | —                                  | —                                  | —                                  |                                                                | AM                                            |
| "—" denotes a release that did not chart.     |      |                                    |                                    |                                    |                                    |                                    |                                    |                                    |                                    |                                    |                                    |                                    |                                                                |                                               |

### Bài hát được xếp hạng khác
| "The View from the Afternoon"                    | 2006 | 74  | ?  | —  | Who the Fuck Are Arctic Monkeys?                  |
| "If You Found This It's Probably Too Late"       | 2007 | 124 | ?  | —  | "Brianstorm" single                               |
| "Temptation Greets You Like Your Naughty Friend" | 2007 | 77  | ?  | —  | "Brianstorm" single                               |
| "What If You Were Right the First Time?"         | 2007 | 114 | ?  | —  | "Brianstorm" single                               |
| "D Is for Dangerous"                             | 2007 | 116 | ?  | —  | Favourite Worst Nightmare                         |
| "Balaclava"                                      | 2007 | 104 | ?  | —  | Favourite Worst Nightmare                         |
| "Only Ones Who Know"                             | 2007 | 130 | ?  | —  | Favourite Worst Nightmare                         |
| "Do Me a Favour"                                 | 2007 | 127 | ?  | —  | Favourite Worst Nightmare                         |
| "This House Is a Circus"                         | 2007 | 132 | ?  | —  | Favourite Worst Nightmare                         |
| "If You Were There, Beware"                      | 2007 | 189 | ?  | —  | Favourite Worst Nightmare                         |
| "The Bad Thing"                                  | 2007 | 140 | ?  | —  | Favourite Worst Nightmare                         |
| "Old Yellow Bricks"                              | 2007 | 122 | ?  | —  | Favourite Worst Nightmare                         |
| "505"                                            | 2007 | 74  | ?  | 64 | Favourite Worst Nightmare                         |
| "The Bakery"                                     | 2007 | 161 | ?  | —  | "Fluorescent Adolescent" single                   |
| "Plastic Tramp"                                  | 2007 | 153 | ?  | —  | "Fluorescent Adolescent" single                   |
| "Too Much to Ask"                                | 2007 | 178 | ?  | —  | "Fluorescent Adolescent" single                   |
| "Sketchead"                                      | 2009 | 80  | ?  | —  | "Cornerstone" single                              |
| "Fright Lined Dining Room"                       | 2009 | —   | 29 | —  | "Cornerstone" single                              |
| "Catapult"                                       | 2009 | —   | 35 | —  | "Cornerstone" single                              |
| "The Afternoon's Hat"                            | 2010 | —   | 27 | —  | "My Propeller" single                             |
| "Joining the Dots"                               | 2010 | —   | 28 | —  | "My Propeller" single                             |
| "Evil Twin"                                      | 2011 | 114 | 16 | —  | "Suck It and See" single                          |
| "Electricity"                                    | 2012 | 128 | 10 | —  | "R U Mine?" single                                |
| "2013"                                           | 2013 | —   | 36 | —  | "Do I Wanna Know?" single                         |
| "Stop the World I Wanna Get Off with You"        | 2013 | 74  | 12 | —  | "Why'd You Only Call Me When You're High?" single |
| "You're So Dark"                                 | 2013 | —   | 17 | —  | "One for the Road" single                         |
| "—" denotes a release that did not chart.        | 2013 |     |    |    |                                                   |

## Video âm nhạc
| Tiêu đề                                       | Năm  | Đạo diễn                       |
| --------------------------------------------- | ---- | ------------------------------ |
| "Fake Tales of San Francisco"                 | 2005 | Chris Commons & Mark Bull      |
| "I Bet You Look Good on the Dancefloor"       | 2005 | Huse Monfaradi                 |
| "When the Sun Goes Down"                      | 2006 | Paul Fraser                    |
| "The View from the Afternoon"                 | 2006 | Wiz                            |
| "Leave Before the Lights Come On"             | 2006 | John Hardwick                  |
| "Brianstorm"                                  | 2007 | Huse Monfaradi                 |
| "Fluorescent Adolescent"                      | 2007 | Richard Ayoade                 |
| "Teddy Picker"                                | 2007 | Roman Coppola                  |
| "Crying Lightning"                            | 2009 | Richard Ayoade                 |
| "Cornerstone"                                 | 2009 | Richard Ayoade                 |
| "My Propeller"                                | 2010 | Will Lovelace & Dylan Southern |
| "Brick by Brick"                              | 2011 | Focus Creeps                   |
| "Don't Sit Down 'Cause I've Moved Your Chair" | 2011 | Focus Creeps                   |
| "The Hellcat Spangled Shalalala"              | 2011 | Focus Creeps                   |
| "Suck It and See"                             | 2011 | Focus Creeps                   |
| "Evil Twin"                                   | 2011 | Focus Creeps                   |
| "Black Treacle"                               | 2012 | Focus Creeps                   |
| "You and I"                                   | 2012 | Focus Creeps                   |
| "R U Mine?"                                   | 2012 | Focus Creeps                   |
| "Do I Wanna Know?"                            | 2013 | David Wilson                   |
| "Why'd You Only Call Me When You're High?"    | 2013 | Nabil Elderkin                 |
| "One for the Road"                            | 2013 | Focus Creeps                   |
| "Arabella"                                    | 2014 | Jake Nava                      |
| "Snap out of It"                              | 2014 | Focus Creeps                   |